# Musaranya elefant d'Edward
La musaranya elefant d'Edward (Elephantulus edwardii) és una espècie de macroscelideu de la família de les musaranyes elefant (Macroscelididae). És endèmica de Sud-àfrica.